# Парамонов, Валентин Витальевич
Валентин Витальевич Парамонов (р. 06.11.1951) — российский учёный, доктор физико-математических наук, специалист в области физики и техники ускорителей, лауреат премии им. В. И. Векслера (2015).
После окончания МИФИ (1974) работает в Институте ядерных исследований АН СССР (РАН): инженер, младший, старший, ведущий научный сотрудник, Отдел ускорительного комплекса.
Участвовал в разработке и усовершенствовании ускорителей и ускоряющих систем, в том числе для комплексов TRIUMF, DESY, KEK, J-PARC.
Тема докторской диссертации (2002): «Компенсированные электродинамические структуры для ускорителей заряженных частиц».
Премия Векслера 2015 года — за цикл работ «Исследование, разработка, сооружение и запуск ускоряющих структур».